# 美国空军历史研究局

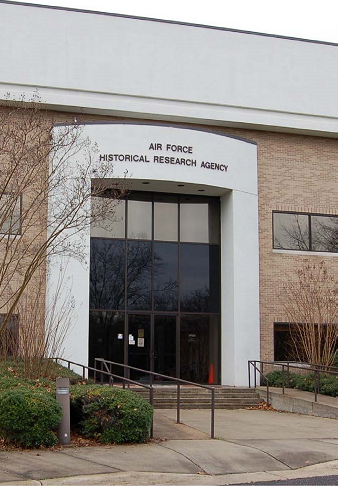
美国空军历史研究局历史藏品入口

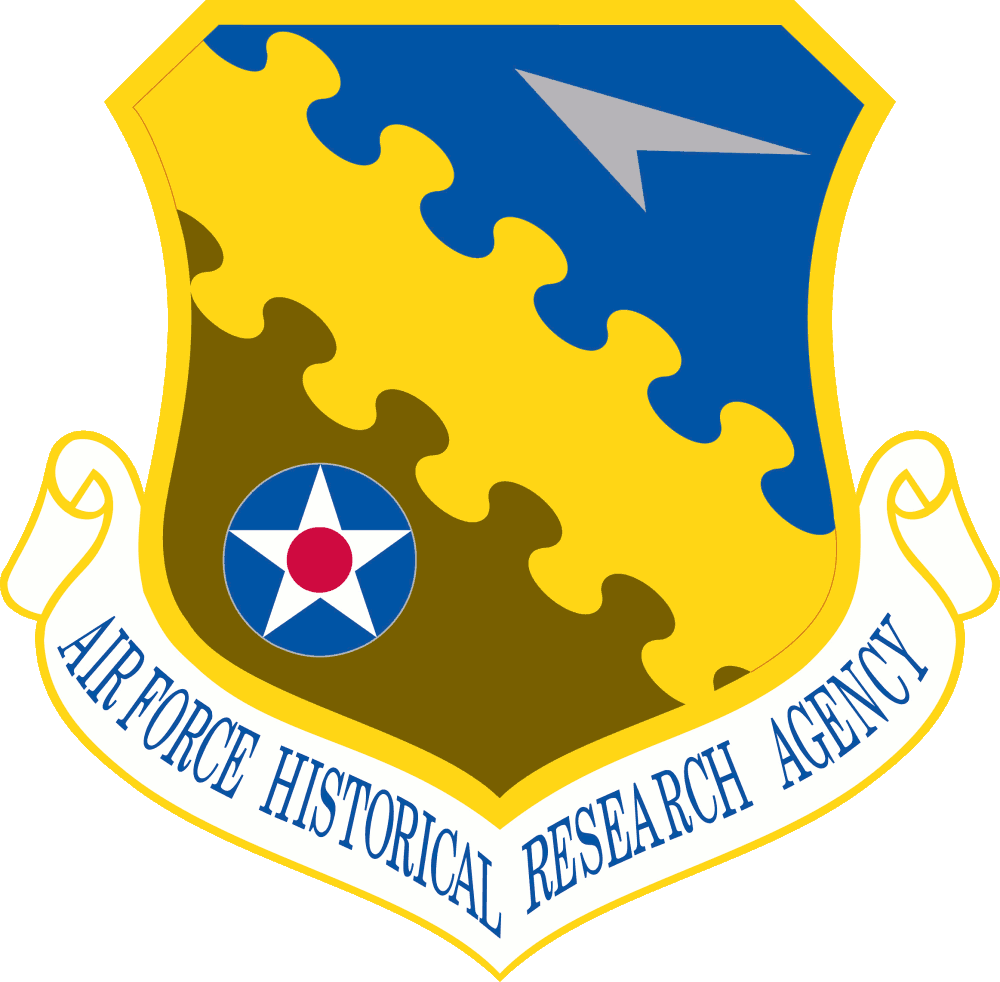
美国空军历史研究局徽章

美国空军历史研究局（英語：Air Force Historical Research Agency）是一个存放美国空军的档案馆。

## 历史
研究局的档案于第二次世界大战时在华盛顿哥伦比亚特区启动，1949年搬迁到麦克斯韦-甘特空军基地，隶属于美国空军大学名下，主要为军事训练学生、教师、访问学者以及公共提供军事学相关资料。